# Uppringd förbindelse

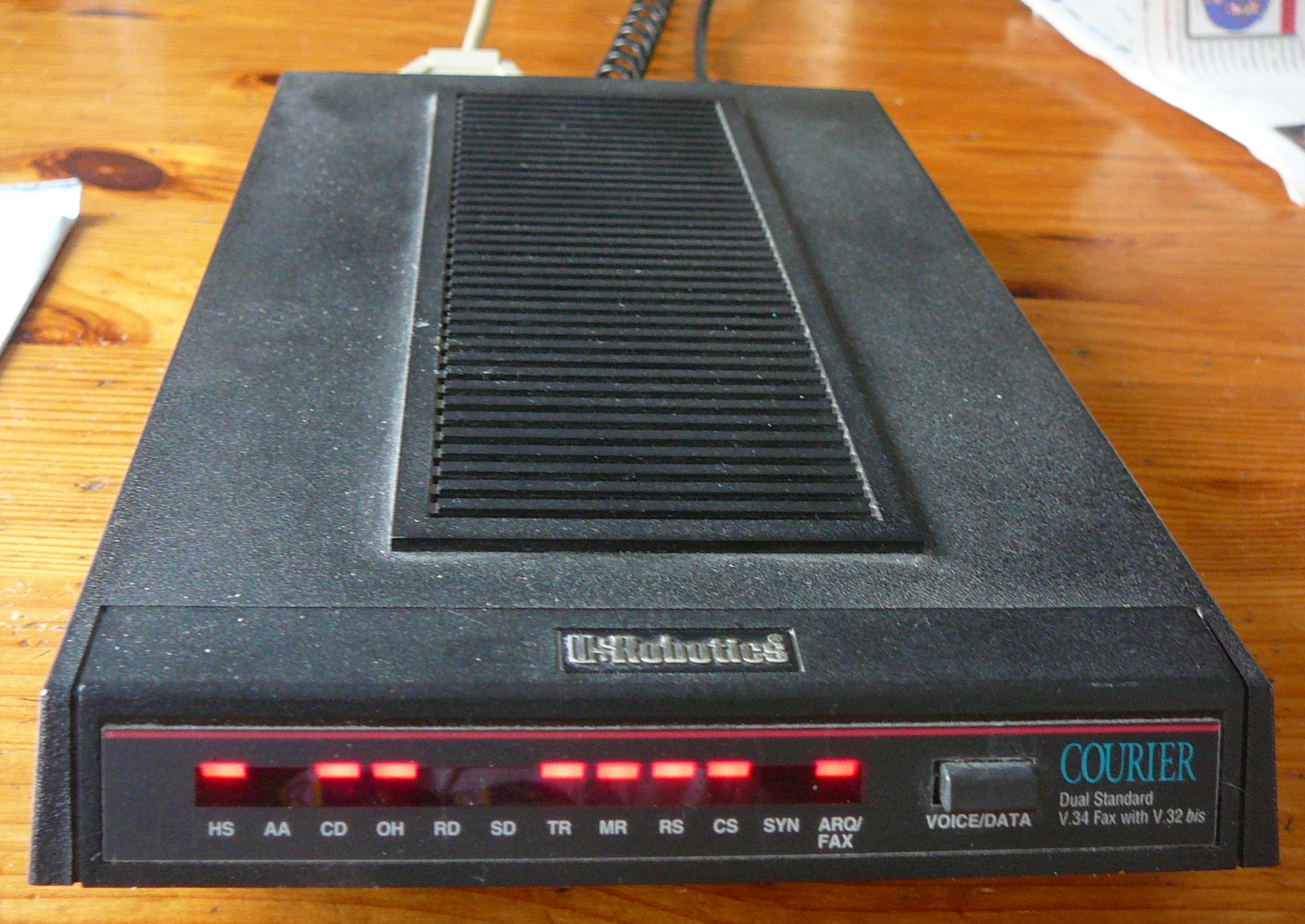
Aktivt modem

Uppringd förbindelse ("smalband") är en form av digital förbindelse som använder det allmänna telefonnätet (PSTN) för att etablera en uppringd förbindelse med en internet serviceleverantör (ISP) via telefonlinjer. Användarens dator eller router använder ett anslutet modem för att koda och avkoda (modulera - demodulera) digital information via analoga ljudsignaler.
Termen myntades under de tidiga dagarna av datorkommunikation när modem var nödvändiga för att ansluta terminaler eller datorer som körde terminalemuleringsprogram för att jobba mot stordatorer, minidatorer, onlinetjänster och elektroniska anslagstavlor (BBS) via telefonnätet. 
Uppringd förbindelse kan även användas för tillgång till internet genom PPP-protokollet, vilket då gör om internettrafik så att det kan överföras via modem.
När internet slog igenom under det tidiga 1990-talet användes uppringt internet och överföringshastigheterna var låga, som bäst upp emot 56 kbit/s. En bild kunde ta flera minuter att visa. När uppringt internet användes i hemmet innebar det att hemmets telefonlinje samtidigt blockerades, det gick inte att använda internet och prata i telefon samtidigt. Fram till millennieskiftet använde de flesta svenskar uppringt modem när de använde internet. Skiftet till bredband, med hastigheter över 56 kbit/s, inleddes åren efter millennieskiftet då modemen ersattes med DSL-tekniken (digital subscriber line).
Uppringd förbindelse har kommit att till stor del spela ut sin roll inom IT, men det finns tillämpningar där det fortfarande är mest effektivt. Inom Sakernas internet, IoT, skickar de uppkopplade enheterna ofta mycket korta meddelanden med liten datamängd till varandra vilket gör att det inte behövs bredband. Genom att istället använda uppringd förbindelse kan både energiförbrukningen minskas och batteritiden på den uppkopplade apparaten bli längre.